# ناحیه ایگل کریک، شهرستان گالاتین، ایلینوی
ناحیه ایگل کریک (به انگلیسی: Eagle Creek Township) یک منطقهٔ مسکونی در ایالات متحده آمریکا است که در شهرستان گالاتین، ایلینوی واقع شده‌است. ناحیه ایگل کریک ۱۱۲ متر بالاتر از سطح دریا واقع شده‌است.